# Voetbal op de Olympische Zomerspelen 1960
Voetbal is een van de sporten die beoefend werden tijdens de Olympische Zomerspelen 1960 in Rome.

## Stadions
| Florence                                    | Livorno                                                  | L'Aquila                                                 |
| ------------------------------------------- | -------------------------------------------------------- | -------------------------------------------------------- |
| Stadio Comunale Capaciteit: 47.920          | Stadio di Ardenza Capaciteit: 19.238                     | Stadio Comunale Capaciteit: 9.285                        |
|                                             |                                                          |                                                          |
| Rome                                        | · Rome Florence Grosseto Livorno Pescara L'Aquila Napels | · Rome Florence Grosseto Livorno Pescara L'Aquila Napels |
| Stadio Flaminio Capaciteit: 32.000          | · Rome Florence Grosseto Livorno Pescara L'Aquila Napels | · Rome Florence Grosseto Livorno Pescara L'Aquila Napels |
|                                             | · Rome Florence Grosseto Livorno Pescara L'Aquila Napels | · Rome Florence Grosseto Livorno Pescara L'Aquila Napels |
| Grosseto                                    | · Rome Florence Grosseto Livorno Pescara L'Aquila Napels | · Rome Florence Grosseto Livorno Pescara L'Aquila Napels |
| Stadio Olimpico Comunale Capaciteit: 10.200 | · Rome Florence Grosseto Livorno Pescara L'Aquila Napels | · Rome Florence Grosseto Livorno Pescara L'Aquila Napels |
|                                             | · Rome Florence Grosseto Livorno Pescara L'Aquila Napels | · Rome Florence Grosseto Livorno Pescara L'Aquila Napels |
| Pescara                                     | Napels                                                   | Napels                                                   |
| Stadio Adriatico Capaciteit: 24.400         | Stadio Fuorigrotta Capaciteit: 60.240                    | Stadio Fuorigrotta Capaciteit: 60.240                    |
|                                             |                                                          |                                                          |

## Kwalificatie
| Toernooi             | Datum                      | Werelddeel    | Plaatsen | Geplaatste landen                                                           |
| -------------------- | -------------------------- | ------------- | -------- | --------------------------------------------------------------------------- |
| Kwalificatietoernooi | 26 juni 1959 – 18 mei 1960 | Automatisch   | 1        | Italië (gastland)                                                           |
| Kwalificatietoernooi | 26 juni 1959 – 18 mei 1960 | Europa        | 7        | Groot-Brittannië Joegoslavië Bulgarije Denemarken Polen Hongarije Frankrijk |
| Kwalificatietoernooi | 26 juni 1959 – 18 mei 1960 | Azië          | 2        | Taiwan India                                                                |
| Kwalificatietoernooi | 26 juni 1959 – 18 mei 1960 | Afrika        | 2        | Tunesië Verenigde Arabische Republiek                                       |
| Kwalificatietoernooi | 26 juni 1959 – 18 mei 1960 | Amerika       | 3        | Brazilië Argentinië Peru                                                    |
| Kwalificatietoernooi | 26 juni 1959 – 18 mei 1960 | Midden-Oosten | 1        | Turkije                                                                     |
| Totaal               | Totaal                     | Totaal        | 16       |                                                                             |

## Competitieschema
| GF | Groepsfase | ½ | Halve finales | B | Bronzen finale | F | Finale |

| 26 vrij | 27 zat | 28 zon | 29 maa | 30 din | 31 woe | 1 don | 2 vrij | 3 zat | 4 zon | 5 maa | 6 din | 7 woe | 8 don | 9 vrij | 10 zat |
| ------- | ------ | ------ | ------ | ------ | ------ | ----- | ------ | ----- | ----- | ----- | ----- | ----- | ----- | ------ | ------ |
| GF      |        |        | GF     |        |        | GF    |        |       |       | ½     | ½     |       |       | B      | F      |

## Heren

### Groepsfase

#### Groep A
| Rang | Land                          | Wed | W | G | V | DV | DT | DS | Ptn |
| ---- | ----------------------------- | --- | - | - | - | -- | -- | -- | --- |
| 1    | Joegoslavië                   | 3   | 2 | 1 | 0 | 13 | 4  | +9 | 5   |
| 2    | Bulgarije                     | 3   | 2 | 1 | 0 | 8  | 3  | +5 | 5   |
| 3    | Verenigde Arabische Republiek | 3   | 0 | 1 | 2 | 4  | 11 | –7 | 1   |
| 4    | Turkije                       | 3   | 0 | 1 | 2 | 3  | 10 | –7 | 1   |

|                                |                         |       |         |                                                                                           |
| 26 augustus 1960 21:00 (UTC+1) | Bulgarije               | 3 – 0 | Turkije | Stadio Olimpico Comunale, Grosseto Toeschouwers: 3.760 Scheidsrechter: Cesare Jonni (ITA) |
| 26 augustus 1960 21:00 (UTC+1) | Diev 13', 58' Iliev 67' |       |         | Stadio Olimpico Comunale, Grosseto Toeschouwers: 3.760 Scheidsrechter: Cesare Jonni (ITA) |

|                                |                                                                            |       |                                         |                                                                                    |
| 26 augustus 1960 12:00 (UTC+1) | Joegoslavië Rifai 3' (e.d.) Galić 30' (pen.) Kostić 32', 61', 63' Knez 49' | 6 – 1 | Verenigde Arabische Republiek 72' Attia | Stadio Adriatico, Pescara Toeschouwers: 9.211 Scheidsrechter: Reginald Leafe (GBR) |
| 26 augustus 1960 12:00 (UTC+1) |                                                                            |       |                                         | Stadio Adriatico, Pescara Toeschouwers: 9.211 Scheidsrechter: Reginald Leafe (GBR) |

|                                    |                               |       |                                 |                                                                               |
| 29 augustus 1960 16:00 uur (UTC+1) | Verenigde Arabische Republiek | 0 – 2 | Bulgarije 42' Yordanov 88' Diev | Stadio Comunale, L'Aquila Toeschouwers: 1.634 Scheidsrechter: Leo Helge (DEN) |
| 29 augustus 1960 16:00 uur (UTC+1) |                               |       |                                 | Stadio Comunale, L'Aquila Toeschouwers: 1.634 Scheidsrechter: Leo Helge (DEN) |

|                                |                                             |       |         |                                                                                        |
| 29 augustus 1960 12:00 (UTC+1) | Joegoslavië                                 | 4 – 0 | Turkije | Stadio Comunale, Florence Toeschouwers: 1.858 Scheidsrechter: Vincenzo Orlandini (ITA) |
| 29 augustus 1960 12:00 (UTC+1) | Kostić 10', 89' Galić 46' Tomislav Knez 61' |       |         | Stadio Comunale, Florence Toeschouwers: 1.858 Scheidsrechter: Vincenzo Orlandini (ITA) |

|                                |                                                       |       |                                             |                                                                    |
| 1 september 1960 12:00 (UTC+1) | Verenigde Arabische Republiek Attia 10' Qotb 58', 65' | 3 – 3 | Turkije 15' Tahran 30' Koken 69' Yalcinkaya | Stadio di Ardenza, Livorno Scheidsrechter: Lucien Van Nuffel (BEL) |
| 1 september 1960 12:00 (UTC+1) |                                                       |       |                                             | Stadio di Ardenza, Livorno Scheidsrechter: Lucien Van Nuffel (BEL) |

|                                    |                               |       |                     |                                                                              |
| 1 september 1960 21:00 uur (UTC+1) | Bulgarije                     | 3 – 3 | Joegoslavië         | Stadio Flaminio, Rome Toeschouwers: 7.994 Scheidsrechter: Cesare Jonni (ITA) |
| 1 september 1960 21:00 uur (UTC+1) | Rakarov 58' Debarski 82', 90' |       | 50', 57', 62' Galić | Stadio Flaminio, Rome Toeschouwers: 7.994 Scheidsrechter: Cesare Jonni (ITA) |

#### Groep B
| Rang | Land             | Wed | W | G | V | DV | DT | DS | Ptn |
| ---- | ---------------- | --- | - | - | - | -- | -- | -- | --- |
| 1    | Italië           | 3   | 2 | 1 | 0 | 9  | 4  | +5 | 5   |
| 2    | Brazilië         | 3   | 2 | 0 | 1 | 10 | 6  | +4 | 4   |
| 3    | Groot-Brittannië | 3   | 1 | 1 | 1 | 8  | 8  | 0  | 3   |
| 4    | Taiwan           | 3   | 0 | 0 | 3 | 3  | 12 | –9 | 0   |

|                                |                                        |       |                          |                                                                    |
| 26 augustus 1960 12:00 (UTC+1) | Brazilië                               | 4 – 3 | Groot-Brittannië         | Stadio di Ardenza, Livorno Scheidsrechter: Josef Kandlbinder (GER) |
| 26 augustus 1960 12:00 (UTC+1) | Gérson 2' China 61', 72' Wanderley 64' |       | 32', 87' Brown 47' Lewis | Stadio di Ardenza, Livorno Scheidsrechter: Josef Kandlbinder (GER) |

|                              |                                          |       |                  |                                                          |
| 26 august 1960 12:00 (UTC+1) | Italië                                   | 4 – 1 | Taiwan           | Stadio San Paolo, Napels Scheidsrechter: Leo Helge (DEN) |
| 26 august 1960 12:00 (UTC+1) | Rivera 10', 33' Fanello 49' Tomeazzi 67' |       | 29' Mok Chun Wah | Stadio San Paolo, Napels Scheidsrechter: Leo Helge (DEN) |

|                                |                                            |       |        |                                                    |
| 29 augustus 1960 12:00 (UTC+1) | Brazilië                                   | 5 – 0 | Taiwan | Stadio Flaminio, Rome Scheidsrechter: Erlich (YUG) |
| 29 augustus 1960 12:00 (UTC+1) | Gérson 13', 16', 47' Roberto Dias 73', 87' |       |        | Stadio Flaminio, Rome Scheidsrechter: Erlich (YUG) |

|                                |                  |       |                     |                                                               |
| 29 augustus 1960 13:00 (UTC+1) | Italië           | 2 – 2 | Groot-Brittannië    | Stadio Flaminio, Rome Scheidsrechter: Lucien Van Nuffel (BEL) |
| 29 augustus 1960 13:00 (UTC+1) | Rossano 11', 55' |       | 23' Brown 75' Hasty | Stadio Flaminio, Rome Scheidsrechter: Lucien Van Nuffel (BEL) |

|                                |                             |       |           |                                                                 |
| 1 september 1960 12:00 (UTC+1) | Italië                      | 3 – 1 | Brazilië  | Stadio Comunale, Florence Scheidsrechter: Pierre Schwinte (FRA) |
| 1 september 1960 12:00 (UTC+1) | Rivera 69' Rossano 70', 86' |       | 4' Waldir | Stadio Comunale, Florence Scheidsrechter: Pierre Schwinte (FRA) |

|                                |                               |       |                        |                                                                            |
| 1 september 1960 12:00 (UTC+1) | Groot-Brittannië              | 3 – 2 | Taiwan                 | Stadio Olimpico Comunale, Grosseto Scheidsrechter: Josef Kandlbinder (GER) |
| 1 september 1960 12:00 (UTC+1) | Lewis 35' Brown 58' Hasty 85' |       | 70', 88' Yiu Cheuk Yin | Stadio Olimpico Comunale, Grosseto Scheidsrechter: Josef Kandlbinder (GER) |

#### Groep C
| Rang | Land       | Wed | W | G | V | DV | DT | DS | Ptn |
| ---- | ---------- | --- | - | - | - | -- | -- | -- | --- |
| 1    | Denemarken | 3   | 3 | 0 | 0 | 8  | 4  | +4 | 6   |
| 2    | Argentinië | 3   | 2 | 0 | 1 | 6  | 4  | +2 | 4   |
| 3    | Polen      | 3   | 1 | 0 | 2 | 7  | 5  | +2 | 2   |
| 4    | Tunesië    | 3   | 0 | 0 | 3 | 3  | 11 | –8 | 0   |

|                                |                                            |       |                                           |                                                                                    |
| 26 augustus 1960 21:00 (UTC+1) | Argentinië                                 | 2 – 3 | Denemarken                                | Stadio Flaminio, Rome Toeschouwers: 7.154 Scheidsrechter: Francesco Liverani (ITA) |
| 26 augustus 1960 21:00 (UTC+1) | Juan Carlos Oleniak 20' Carlos Bilardo 88' |       | 31' Jørn Sørensen 46', 85' Harald Nielsen | Stadio Flaminio, Rome Toeschouwers: 7.154 Scheidsrechter: Francesco Liverani (ITA) |

|                                    |                                          |       |           |                                                                          |
| 26 augustus 1960 16:00 uur (UTC+1) | Polen                                    | 6 – 1 | Tunesië   | Stadio Flaminio, Rome Toeschouwers: 5.873 Scheidsrechter: Lo Bello (ITA) |
| 26 augustus 1960 16:00 uur (UTC+1) | Pohl 7', 40', 42', 84', 89' Hachorek 67' |       | 3' Kerrit | Stadio Flaminio, Rome Toeschouwers: 5.873 Scheidsrechter: Lo Bello (ITA) |

|                                |                                      |       |                     |                                                                                     |
| 29 augustus 1960 21:00 (UTC+1) | Denemarken                           | 2 – 1 | Polen               | Stadio Ardenza, Livorno Toeschouwers: 5.574 Scheidsrechter: Concetto Lo Bello (ITA) |
| 29 augustus 1960 21:00 (UTC+1) | Harald Nielsen 15' Poul Pedersen 86' |       | 62' Zygmunt Gadecki | Stadio Ardenza, Livorno Toeschouwers: 5.574 Scheidsrechter: Concetto Lo Bello (ITA) |

|                                |                  |       |            |                                                                           |
| 29 augustus 1960 12:00 (UTC+1) | Argentinië       | 2 – 1 | Tunesië    | Stadio Adriatico, Pescara Toeschouwers: 4.600 Scheidsrechter: Zsolt (HUN) |
| 29 augustus 1960 12:00 (UTC+1) | Oleniak 15', 82' |       | Kerrit 25' | Stadio Adriatico, Pescara Toeschouwers: 4.600 Scheidsrechter: Zsolt (HUN) |

|                                    |                   |       |                                              |                                                                                      |
| 1 september 1960 16:00 uur (UTC+1) | Tunesië           | 1 – 3 | Denemarken                                   | Stadio Comunale, L'Aquila Toeschouwers: 1.204 Scheidsrechter: Giulio Campanati (ITA) |
| 1 september 1960 16:00 uur (UTC+1) | Mancef Cherif 48' |       | 25' Flemming Nielsen 33', 88' Harald Nielsen | Stadio Comunale, L'Aquila Toeschouwers: 1.204 Scheidsrechter: Giulio Campanati (ITA) |

|                                    |                       |       |       |                                                                           |
| 1 september 1960 12:00 uur (UTC+1) | Argentinië            | 2 – 0 | Polen | Stadio San Paolo, Napels Toeschouwers: 10.000 Scheidsrechter: Garan (TUR) |
| 1 september 1960 12:00 uur (UTC+1) | Oleniak 38' Pérez 55' |       |       | Stadio San Paolo, Napels Toeschouwers: 10.000 Scheidsrechter: Garan (TUR) |

#### Groep D
| Rang | Land      | Wed | W | G | V | DV | DT | DS | Ptn |
| ---- | --------- | --- | - | - | - | -- | -- | -- | --- |
| 1    | Hongarije | 3   | 3 | 0 | 0 | 15 | 3  | 12 | 6   |
| 2    | Frankrijk | 3   | 1 | 1 | 1 | 3  | 9  | -6 | 3   |
| 3    | Peru      | 3   | 1 | 0 | 2 | 6  | 9  | -3 | 2   |
| 4    | India     | 3   | 0 | 1 | 2 | 3  | 6  | -3 | 1   |

|                                |                          |       |          |                                                        |
| 26 augustus 1960 12:00 (UTC+1) | Frankrijk                | 2 – 1 | Peru     | Stadio Comunale, Florence Scheidsrechter: Erlich (YUG) |
| 26 augustus 1960 12:00 (UTC+1) | Giamarchi 67' Quédec 90' |       | 1' Uribe | Stadio Comunale, Florence Scheidsrechter: Erlich (YUG) |

|                                |                       |       |             |                                                          |
| 26 augustus 1960 12:00 (UTC+1) | Hongarije             | 2 – 1 | India       | Stadio Comunale, L'Aquila Scheidsrechter: Ben Said (TUN) |
| 26 augustus 1960 12:00 (UTC+1) | Göröcs 23' Albert 56' |       | 79' Balaram | Stadio Comunale, L'Aquila Scheidsrechter: Ben Said (TUN) |

|                                |             |       |              |                                                                 |
| 29 augustus 1960 12:00 (UTC+1) | Frankrijk   | 1 – 1 | India        | Stadio Olimpico Comunale, Grosseto Scheidsrechter: Morgan (CAN) |
| 29 augustus 1960 12:00 (UTC+1) | Coinçon 82' |       | 71' Banerjee | Stadio Olimpico Comunale, Grosseto Scheidsrechter: Morgan (CAN) |

|                                |                                                      |       |                  |                                                        |
| 29 augustus 1960 12:00 (UTC+1) | Hongarije                                            | 6 – 2 | Peru             | Stadio San Paolo, Napels Scheidsrechter: Bonetto (ITA) |
| 29 augustus 1960 12:00 (UTC+1) | Albert 17', 87' Rákosi 27' Göröcs 33' Dunai 46', 63' |       | 25', 79' Ramirez | Stadio San Paolo, Napels Scheidsrechter: Bonetto (ITA) |

|                                |                            |       |             |                                                      |
| 1 september 1960 12:00 (UTC+1) | Peru                       | 3 – 1 | India       | Stadio Adriatico, Pescara Scheidsrechter: Imam (UAR) |
| 1 september 1960 12:00 (UTC+1) | Nieri 27', 53' Iwasaki 85' |       | 88' Balaram | Stadio Adriatico, Pescara Scheidsrechter: Imam (UAR) |

|                                |                                                     |       |           |                                                       |
| 1 september 1960 13:00 (UTC+1) | Hongarije                                           | 7 – 0 | Frankrijk | Stadio Flaminio, Rome Scheidsrechter: Orlandini (ITA) |
| 1 september 1960 13:00 (UTC+1) | Albert 12', 85' Göröcs 34', 59', 77' Dunai 41', 79' |       |           | Stadio Flaminio, Rome Scheidsrechter: Orlandini (ITA) |

### Knock-outfase
|  | Halve finale         | Halve finale |                     |   | Finale | Finale |
|  |                      |              |                     |   |        |        |
|  | 5 september – Napoli |              |                     |   |        |        |
|  |                      |              |                     |   |        |        |
|  | Italië (n.v.)        | 1            |                     |   |        |        |
|  | Italië (n.v.)        | 1            | 10 september – Rome |   |        |        |
|  | Joegoslavië          | 1            |                     |   |        |        |
|  | Joegoslavië          | 1            | Denemarken          | 1 |        |        |
|  | 6 september – Rome   |              | Denemarken          | 1 |        |        |
|  |                      | Italië       | 3                   |   |        |        |
|  | Denemarken           | Italië       | 3                   | 2 |        |        |
|  | Denemarken           |              |                     | 2 |        |        |
|  | Hongarije            | 0            |                     |   |        |        |
|  | Hongarije            | 0            | Wedstrijd om brons  |   |        |        |
|  |                      |              |                     |   |        |        |
|  | 9 september – Rome   |              |                     |   |        |        |
|  |                      |              |                     |   |        |        |
|  | Hongarije            | 2            |                     |   |        |        |
|  | Hongarije            | 2            |                     |   |        |        |
|  | Italië               | 1            |                     |   |        |        |

#### Halve finale
|                                |               |              |             |                                                                                 |
| 5 september 1960 12:00 (UTC+1) | Italië        | 1 – 1 (n.v.) | Joegoslavië | Stadio San Paolo, Napels Toeschouwers: 16.568 Scheidsrechter: Kandlbinder (GER) |
| 5 september 1960 12:00 (UTC+1) | Tumburus 109' |              | 107' Galić  | Stadio San Paolo, Napels Toeschouwers: 16.568 Scheidsrechter: Kandlbinder (GER) |

|                                    |                                        |       |           |                                                                            |
| 6 september 1960 21:00 uur (UTC+1) | Denemarken                             | 2 – 0 | Hongarije | Stadio Flaminio, Rome Toeschouwers: 14.237 Scheidsrechter: Reg Leafe (ENG) |
| 6 september 1960 21:00 uur (UTC+1) | Harald Nielsen 18' Henning Enoksen 80' |       |           | Stadio Flaminio, Rome Toeschouwers: 14.237 Scheidsrechter: Reg Leafe (ENG) |

#### Bronzen finale
|                                    |                     |       |              |                                                   |
| 9 september 1960 12:00 uur (UTC+1) | Hongarije           | 2 – 1 | Italië       | Stadio Flaminio, Rome Scheidsrechter: Leafe (GBR) |
| 9 september 1960 12:00 uur (UTC+1) | Orosz 32' Dunai 69' |       | 84' Tomeazzi | Stadio Flaminio, Rome Scheidsrechter: Leafe (GBR) |

#### Finale
|                                     |                      |       |                                                     |                                                                                    |
| 10 september 1960 21:00 uur (UTC+1) | Denemarken           | 1 – 3 | Joegoslavië                                         | Stadio Flaminio, Rome Toeschouwers: 23.042 Scheidsrechter: Concetto Lo Bello (ITA) |
| 10 september 1960 21:00 uur (UTC+1) | Flemming Nielsen 89' |       | 2' Milan Galić 13' Željko Matuš 70' Borivoje Kostić | Stadio Flaminio, Rome Toeschouwers: 23.042 Scheidsrechter: Concetto Lo Bello (ITA) |

### Eindrangschikking
| rang   | land        |
| ------ | ----------- |
| Goud   | Joegoslavië |
| Zilver | Denemarken  |
| Brons  | Hongarije   |
| 4      | Italië      |